# Bruno Marioni
Bruno Marioni Giménez  (San Nicolás, Buenos Aires, Argentina; 15 de junio de 1975) es un exfutbolista, entrenador y gerente deportivo argentino. Jugaba como delantero. Actualmente es el presidente deportivo del Tepatitlán F.C..

### Como futbolista
Comenzó a los 8 años en Patronato de Paraná.
A los 15 años, en 1991, llega a Newell's Old Boys, donde debutó en Primera 4 años más tarde, siendo presentado como "Bruno Giménez". A los 24 años se cambiaría el nombre a "Bruno Marioni" dado que ese era su apellido paterno que realmente le correspondía llevar y que no usaba por cuestiones familiares. Tras su paso por Newell's, emigró al Sporting de Lisboa, donde jugó Champions League del año 1997-98 marcando 1 gol, a principios del '99 jugó en el club Estudiantes de La Plata y en el año 2000 jugó para el Club Atlético Independiente, volviendo a emigrar en 2002 en esta ocasión a España.
En su país, jugó en los clubes Newell's Old Boys, Estudiantes de La Plata, Independiente de Avellaneda y Boca Juniors, con el cual fue campeón de la Copa Libertadores de América en 2007.

#### Fútbol español
En el exterior, jugó en el Villarreal C. F. y el C. D. Tenerife, equipo en el cual logró el ascenso a 1.ª división, y en el cual se le recuerda por su gol a la UD Las Palmas en el Derbi que acabó 0-1.

#### Fútbol mexicano
Además, jugó mayoritariamente en equipos de México, destacándose en los Pumas de la UNAM, único equipo donde consiguió título de liga y goleo individual en la misma temporada y en dónde vivió sus mejores años como futbolista siendo ídolo de la afición, además del Deportivo Toluca, Atlas de Guadalajara, Pachuca y Estudiantes Tecos.

### Como entrenador
El 29 de enero de 2017 asume el puesto como entrenador de los Venados FC, en la Liga de Ascenso de México. Renunció en septiembre de 2018 por falta de resultados.
El 27 de enero del 2019, tras cuatro meses de salir de Venados de Yucatán, toma el puesto de director técnico con los Pumas de la UNAM de la Liga MX después de que David Patiño fuera despedido del equipo. Fue la segunda etapa de Marioni con Pumas, después de haber jugado para el equipo entre 2004 y 2006.
El 16 de mayo de 2019, Marioni fue cesado como director técnico de Pumas UNAM. En su gestión, el entrenador obtuvo el 53% de los puntos, alcanzando la semifinal de la Copa MX.
El 4 de febrero de 2022 llega al equipo de Tepatitlán F.C. de la Liga de Expansión del Fútbol Mexicano después de la salida de Francisco Ramírez, después de una crisis deportiva y de goles por parte del equipo de Los Altos de Jalisco.

### Como gerente deportivo
A inicios de julio de 2020, en un contexto donde Marioni sonaba como una opción para ser el nuevo gerente deportivo del Independiente de Argentina, lo descartó en una entrevista debido a que se encontraba queriendo aún trabajar como director técnico. Sin embargo, recalcó que había estudiado dicha carrera pues en un futuro sí le agradaría ejercerlo.
El 24 de noviembre de 2023, fue presentado oficialmente como el nuevo gerente deportivo de Alianza Lima de Perú junto al próximo entrenador del club limeño en aquel entonces. Esta es la primera experiencia de Marioni en ese cargo. En noviembre de 2024, Marioni dejó el puesto tras "no cumplir los objetivos" del club.
El 17 de abril de 2025 Marioni continuó su carrera en la gestión deportiva cuando fue anunciado como el nuevo presidente deportivo del Tepatitlán Fútbol Club, equipo que participa en la Liga de Expansión MX.

## Estadísticas

### Como jugador
| Club                    | País      | Año       | PJ | Goles |
| ----------------------- | --------- | --------- | -- | ----- |
| Newell's Old Boys       | Argentina | 1995-1997 | 49 | 20    |
| Sporting de Lisboa      | Portugal  | 1997-1998 | 16 | 3     |
| Independiente           | Argentina | 1998-2000 | 28 | 16    |
| Estudiantes de La Plata | Argentina | 2000      | 15 | 4     |
| Villarreal              | España    | 2000-2001 | 14 | 3     |
| CD Tenerife             | España    | 2001-2003 | 45 | 18    |
| Independiente           | Argentina | 2003      | 12 | 2     |
| Pumas UNAM              | México    | 2004-2006 | 57 | 34    |
| Toluca                  | México    | 2006-2007 | 23 | 20    |
| Boca Juniors            | Argentina | 2007      | 18 | 3     |
| Pachuca                 | México    | 2008      | 12 | 3     |
| Atlas                   | México    | 2008-2009 | 45 | 32    |
| Estudiantes Tecos       | México    | 2009-2010 | 13 | 4     |

### Como entrenador
| Equipo                 | Div.             | Torneo                | Estadísticas | Estadísticas | Estadísticas | Estadísticas | Estadísticas | Estadísticas | Estadísticas | Estadísticas | Estadísticas |
| Equipo                 | Div.             | Torneo                | PJ           | G            | E            | P            | GF           | GC           | DG           | Puntos       | Rendimiento  |
| ---------------------- | ---------------- | --------------------- | ------------ | ------------ | ------------ | ------------ | ------------ | ------------ | ------------ | ------------ | ------------ |
| Venados · México       | 2.ª              | Clausura 2017         | 12           | 2            | 6            | 4            | 10           | 21           | -11          | 12           | 33.33%       |
| Venados · México       | 2.ª              | Copa MX Clausura 2017 | 3            | 0            | 1            | 2            | 1            | 3            | -2           | 1            | 11.11%       |
| Venados · México       | 2.ª              | Apertura 2017         | 17           | 6            | 5            | 6            | 18           | 18           | 0            | 23           | 45.1%        |
| Venados · México       | 2.ª              | Clausura 2018         | 15           | 5            | 4            | 6            | 15           | 17           | -2           | 19           | 42.22%       |
| Venados · México       | 2.ª              | Copa MX Clausura 2018 | 4            | 0            | 1            | 3            | 3            | 8            | -5           | 1            | 8.33%        |
| Venados · México       | 2.ª              | Apertura 2018         | 7            | 1            | 2            | 4            | 6            | 10           | -4           | 5            | 23.81%       |
| Venados · México       | 2.ª              | Copa MX Apertura 2018 | 4            | 0            | 0            | 4            | 2            | 8            | -6           | 0            | 0%           |
| Venados · México       | Total            | Total                 | 62           | 14           | 19           | 29           | 55           | 85           | -30          | 61           | 32.8%        |
| Pumas UNAM · México    | 1.ª              | Clausura 2019         | 13           | 4            | 3            | 6            | 16           | 21           | -5           | 15           | 38.46%       |
| Pumas UNAM · México    | 1.ª              | Copa MX Clausura 2019 | 5            | 4            | 0            | 1            | 10           | 4            | +6           | 12           | 80%          |
| Pumas UNAM · México    | Total            | Total                 | 18           | 8            | 3            | 7            | 26           | 25           | +1           | 27           | 50%          |
| Tepatitlán FC · México | 2.ª              | Clausura 2022         | 12           | 6            | 2            | 4            | 15           | 13           | +2           | 20           | 55.56%       |
| Tepatitlán FC · México | 2.ª              | Apertura 2022         | 18           | 5            | 6            | 7            | 24           | 27           | -3           | 21           | 38.89%       |
| Tepatitlán FC · México | Total            | Total                 | 30           | 11           | 8            | 11           | 39           | 40           | -1           | 41           | 45.56%       |
| Venados · México       | 2.ª              | Clausura 2023         | 18           | 5            | 7            | 6            | 20           | 18           | +2           | 22           | 40.74%       |
| Venados · México       | Total            | Total                 | 18           | 5            | 7            | 6            | 20           | 18           | +2           | 22           | 40.74%       |
| Venados · México       | Total en Venados | Total en Venados      | 80           | 19           | 26           | 35           | 75           | 103          | -28          | 83           | 34.58%       |
| Total en equipos       | Total en equipos | Total en equipos      | 128          | 38           | 37           | 53           | 138          | 166          | -28          | 151          | 39.32%       |

## Palmarés

### Como jugador
Campeonatos nacionales 
| Título               | Club     | País   | Año  |
| -------------------- | -------- | ------ | ---- |
| Primera División     | U.N.A.M. | México | 2004 |
| Campeón de Campeones | Toluca   | México | 2006 |

 Copas internacionales 
| Título            | Club         | Sede         | Año  |
| ----------------- | ------------ | ------------ | ---- |
| Copa Libertadores | Boca Juniors | Porto Alegre | 2007 |

 Distinciones individuales 
| Distinción                           | Año  |
| ------------------------------------ | ---- |
| Campeón de goleo del Torneo Clausura | 2004 |
| Goleador de la Copa Sudamericana     | 2005 |
| Campeón de goleo del Torneo Apertura | 2006 |
| Goleador de la InterLiga mexicana    | 2008 |

## Comentarista
Durante los Juegos Panamericanos 2011, Bruno Marioni fue comentarista deportivo invitado en los partidos de fútbol a través de UNO TV. También fue invitado provisional en el programa Los protagonistas de TV Azteca.
También participó como comentaristas en las transmisiones de Claro Sports, tanto en la Liga MX como en las expansión e Juegos Olímpicos de Tokio 2020.

## Vida personal
Tras su retiro formal del balompié, decidió incursionar en el automovilismo de velocidad gracias a una invitación que le cursara el piloto de TC 2000 Leonel Pernía, para probar un automóvil de la categoría monomarca Fiat Linea Competizione, teniendo su debut en el año 2010. Compitió en esta categoría hasta el año 2012, debido a la cancelación del programa Fiat Linea Competizione y su reemplazo por la más potente Abarth Punto Competizione. El primer campeonato de esta categoría debió realizarse en su primer tramo con los Fiat Linea y luego con los potentes Fiat Punto Abarth, continuando el campeonato iniciado por los Línea. de esta forma, Bruno Marioni alcanzó el campeonato de esta divisional, convirtiéndose en el primer campeón de la Abarth Punto Competizione en el año 2012 y obteniendo de esa forma, su primer lauro dentro del deporte motor.
Actualmente, Bruno Marioni dejó el automovilismo para incursionar nuevamente en el fútbol, como Director Técnico en México, con Venados y Pumas.
Su esposa se llama Gisela y tiene cinco hijas: Oriana, Martina, Giuliana, Valentina y Aitana.

## Automovilismo
| Título     | Categoría                 | Automóvil                    | Año  |
| ---------- | ------------------------- | ---------------------------- | ---- |
| Subcampeón | Fiat Linea Competizione   | Fiat Linea                   | 2010 |
| Campeón    | Abarth Punto Competizione | Fiat Linea-Fiat Punto Abarth | 2012 |

## Resultados

### Turismo Competición 2000
| Año  | Equipo                    | Auto             | 1  | 2   | 3   | 4   | 5   | 6   | 7  | 8   | 9   | 10  | 11  | 12  | 13  | Res. | Puntos |
| ---- | ------------------------- | ---------------- | -- | --- | --- | --- | --- | --- | -- | --- | --- | --- | --- | --- | --- | ---- | ------ |
| 2011 |                           |                  | GR | SFE | SFE | SMM | SJU | RES | AG | TRH | LPL | TRE | JUN | PDF | PAR | -    | -      |
| 2011 | Escudería Río de la Plata | Honda Civic VIII |    |     |     |     |     |     |    |     |     |     | Ret |     |     | -    | -      |

### TC 2000
| Año  | Equipo    | Auto             | 1  | 2    | 3   | 4  | 5   | 6   | 7   | 8   | 9   | 10  | 11    | 12  | Res. | Puntos |
| ---- | --------- | ---------------- | -- | ---- | --- | -- | --- | --- | --- | --- | --- | --- | ----- | --- | ---- | ------ |
| 2013 |           |                  | RC | BA I | RAF | AG | LP  | CON | OLA | ROS | SJO | JUN | BA II | PDF | 25°  | 7      |
| 2013 | Pro Rally | Honda Civic VIII |    |      |     |    | Ret | 15  |     | 10  |     |     |       |     | 25°  | 7      |